# فالتر فينك
 فالتر فينك  (بالألمانية: Walther Wenck) (18 سبتمبر 1900 - 1 مايو 1982) أصغر جنرالات الجيش الألماني خلال الحرب العالمية الثانية، والذي أمر الجيش الثاني عشر الألماني الذي كان تحت قيادته بالاستسلام للقوات الأمريكية بدل أن يقعوا في أسر السوفييت في نهاية الحرب العالمية الثانية. لعب فينك دورًا هامًا في معركة برلين، وإن غير ناجح، كما عرف خلال الحرب ب «الجنرال الصبي».
انضم فينك للجيش الألماني عام 1920 خلال فترة جمهورية فايمار، ومن عام 1939 حتي عام 1942، كان فينك رئيسًا لعمليات فرقة الدبابات الألمانية الأولى. وفي عام 1942، عمل مُدرِّسًا في الأكاديمية الحربية، ثم رئيس لأركان الفيلق السابع والخمسين الألماني ثم رئيسًا لأركان الجيش الثالث الروماني على الجبهة الشرقية. وفي عام 1943، أصبح رئيسًا لأركان الجيش السادس الألماني. ومن عام 1943 حتي عام 1944، أصبح فالتر فينك رئيسًا لأركان جيش الدبابات الألماني الأول. وفي عام 1944، كان رئيسًا لأركان مجموعة جيوش جنوب أوكرانيا.
وفي 15 فبراير 1945، أصر الجنرال هاينز جوديريان على أوامره لقوات فينك بالمشاركة في عملية الانقلاب على الجبهة الشرقية إلى جانب قوات الجنرال فيليكس شتاينر قائد جيش الدبابات الحادي عشر الألماني، والذي كان أحد آخر هجمات الدبابة الألمانية الكبرى في الحرب، حيث هاجم ما يقرب من 1,200 دبابة ألمانية مواقع السوفييت في بوميرانيا. إلا أن العملية كانت سيئة التخطيط والدعم، وانتهت بانتصار السوفييت في 18 فبراير.
في 10 أبريل 1945، أسند إليه قيادة الجيش الثاني عشر الألماني، المتمركز غرب برلين، الذي تولى الدفاع عن المدينة أمام القوات الأمريكية والبريطانية المتقدمة. وفي 21 أبريل، أمر أدولف هتلر الجنرال فيليكس شتاينر بمهاجمة قوات الجبهة البيلاروسية الأولى السوفياتية التي كانت تحاصر برلين من الشمال، في الوقت الذي كانت فيه قوات الجبهة الأوكرانية الأولى السوفياتية تحاصر المدينة من الجنوب. إلا أن شتاينر رفض، وطلب أن يسمح لجيشه بالانسحاب ليتجنب تطويقه وتدمير الجيش.
في 22 أبريل، بعد انسحاب قوات شتاينر، أصبحت قوات فينك الأمل الأخير لهتلر لإنقاذ برلين. أمر هتلر فينك بالتوقف عن قتال الأمريكيين غربًا، وشنّ هجوم شرقًا لمقابلة الجيش التاسع الألماني بقيادة تيودور بوسه، ثم يهاجما معًا السوفييت الذين يحاصرون برلين من الغرب والجنوب. وفي غضون ذلك، يهاجم فيلق الدبابات الحادي والأربعون بقيادة رودولف هولست السوفييت من الشمال. إلا أن هجوم جيوش فينك وبوسه وهولست فشل، وانتهى في 27 أبريل، عندما استطاعت القوات السوفييتية المحاصرة لبرلين أن تتقابل، وبالتالي انعزلت القوات الألمانية داخل برلين عن بقية ألمانيا تمامًا. مما إضطر فينك للقيام بمناورة للدخول في الأراضي الواقعة تحت سيطرة الأمريكيين، مفضلاً الاستسلام لهم بدلاً من أن يقع جيشه في قبضة السوفييت.
قضى فالتر فينك عامين في مخيم لأسرى الحرب، إلى أن أطلق سراحه عام 1947. وفي عام 1982، توفي فينك في حادث سيارة.

## روابط خارجية
- فالتر فينك على موقع مونزينجر (الألمانية)